# خوسيه أنجيل فالديز
خوسيه أنجيل فالديز دياز (بالإسبانية: José Ángel Valdés Díaz) (مواليد 5 سبتمبر 1989 في خيخون - إسبانيا) لاعب كرة قدم إسباني يلعب حاليا لصالح نادي ريال سبورتينغ خيخون الإسباني في مركز الظهير الأيسر كما يجيد اللعب في مركز الوسط الأيسر .

## روابط خارجية
- خوسيه أنجيل فالديز على موقع الاتحاد الدولي (مؤرشف)  (الإنجليزية)
- خوسيه أنجيل فالديز على موقع الاتحاد الأوربي (الإنجليزية)
- خوسيه أنجيل فالديز على موقع إي إس بي إن إف سي (الإنجليزية)
- خوسيه أنجيل فالديز على موقع قاعدة بيانات كرة القدم.إي يو (الإنجليزية)
- خوسيه أنجيل فالديز على موقع Soccerbase.com (لاعب) (الإنجليزية)
- خوسيه أنجيل فالديز على موقع Soccerway.com (الإنجليزية)
- خوسيه أنجيل فالديز على موقع عالم كرة القدم.نت (الإنجليزية)
- خوسيه أنجيل فالديز على موقع AS.com (الإسبانية)